# Contea di Cunderdin
La contea di Cunderdin è una delle 43 local government areas che si trovano nella regione di Wheatbelt, in Australia Occidentale. Si estende su di una superficie di circa 1.872 chilometri quadrati ed ha una popolazione di 1.490 abitanti.